# سربا (غرب دارفور)
سِربا هي مدينة في غرب دارفور، السودان. تبلغ مساحتها حوالي 23 كيلومتر (14 ميل) شمال الجنينة وهي عاصمة ولاية غرب دارفور. وتعرضت البلدة لهجمات وأعمال عنف من قوات الدعم السريع والمسلحين المتحالفين معها خلال الصراع الدائر في المنطقة.

## تاريخ
تعرضت المدينة للنهب والتدمير العنيف من قوات الدعم السريع والميليشيات المتحالفة معها عدة مرات. خلال الصراع في السودان عام 2023، شهدت المدينة دمارًا كبيرًا عدة مرات. وتُظهر بيانات الأقمار الصناعية الدمار الهائل الذي لحق بالبلدة نتيجة للحريق في أواخر يوليو/تموز 2023، مما أدى إلى فرار عشرات الآلاف من المدنيين.
تضمنت الهجمات نهب وحرق المنازل والأسواق، واستهدفت المجتمعات العرقية الأفريقية، وخاصة قبيلة إيرينغا. وأدت هذه الهجمات إلى خسائر كبيرة في الأرواح، حيث قُتل مئات السكان وجُرح أو نزح الآلاف، بما في ذلك العديد ممن فروا إلى تشاد.
وقد دعت هيومن رايتس ووتش إلى اتخاذ تدابير قوية لمعالجة الفظائع المستمرة، وحثت الولايات المتحدة على اتخاذ إجراءات في مجلس الأمن التابع للأمم المتحدة لحماية المدنيين ومحاسبة المسؤولين عن اعمال العنف. أعربت بعثة الأمم المتحدة المتكاملة للمساعدة الانتقالية في السودان (يونيتامس) عن قلقها البالغ إزاء استهداف قوات الدعم السريع والميليشيات المتحالفة معها المدنيين والمرافق العامة، وضرورة اتخاذ إجراءات عاجلة لضمان سلامة وحماية المدنيين في دارفور.
الصراع في دارفور مستمر منذ سنوات عديدة، وكانت هناك جهود لحل العنف من خلال محادثات السلام، لكن الوضع لا يزال متقلبًا. وأثار التصعيد الأخير للقتال في المنطقة مخاوف من حدوث موجة جديدة من العنف العرقي، حيث أصبح المدنيون، بما في ذلك الطلاب وموظفو التعليم العالي، محاصرين. كما أدت الهجمات إلى انسحاب العاملين في المجال الإنساني بسبب المخاوف الأمنية، مما ترك اللاجئين والنازحين في ظروف محفوفة بالمخاطر.